# 쟁반 (요리)

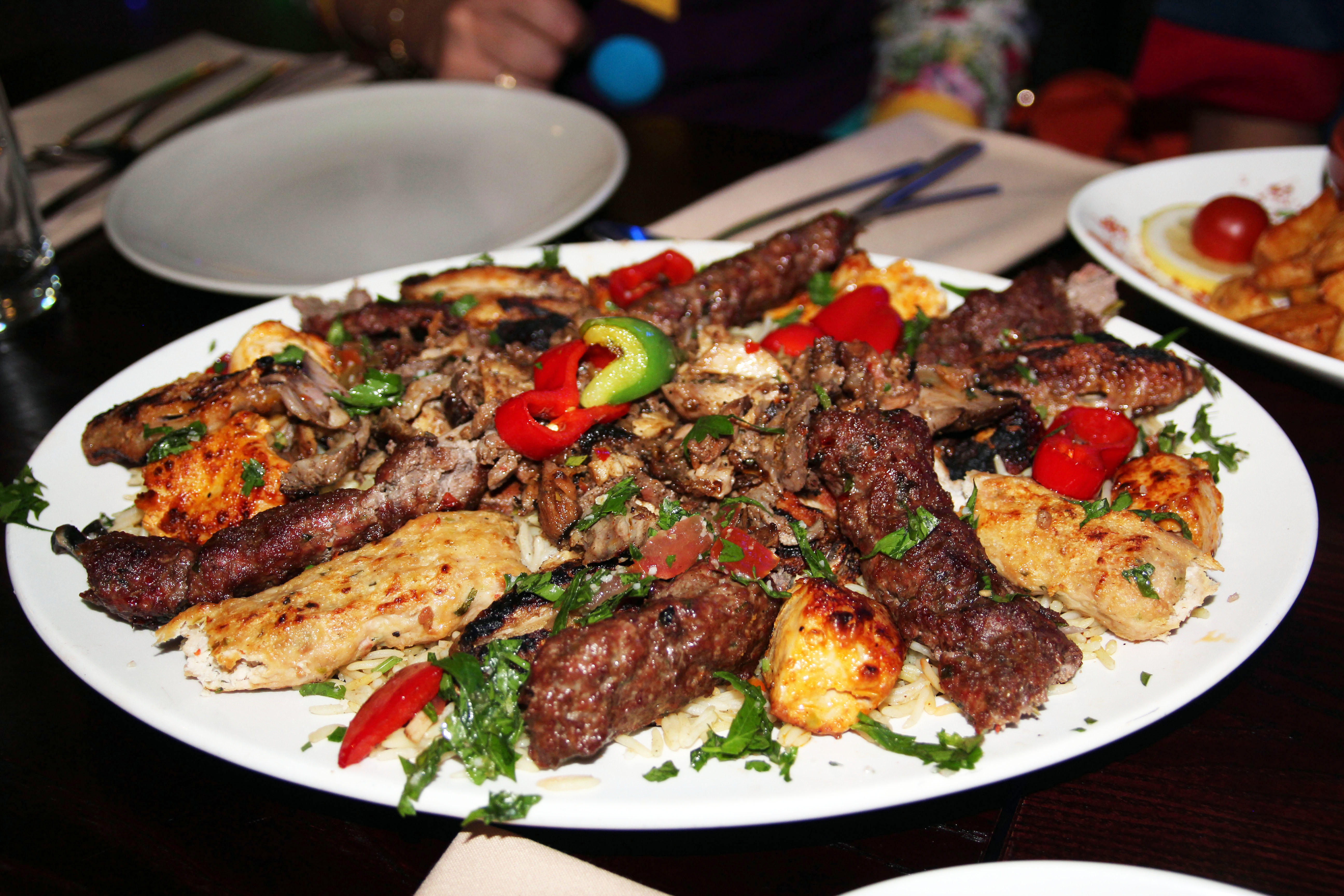
아랍식 고기 플래터

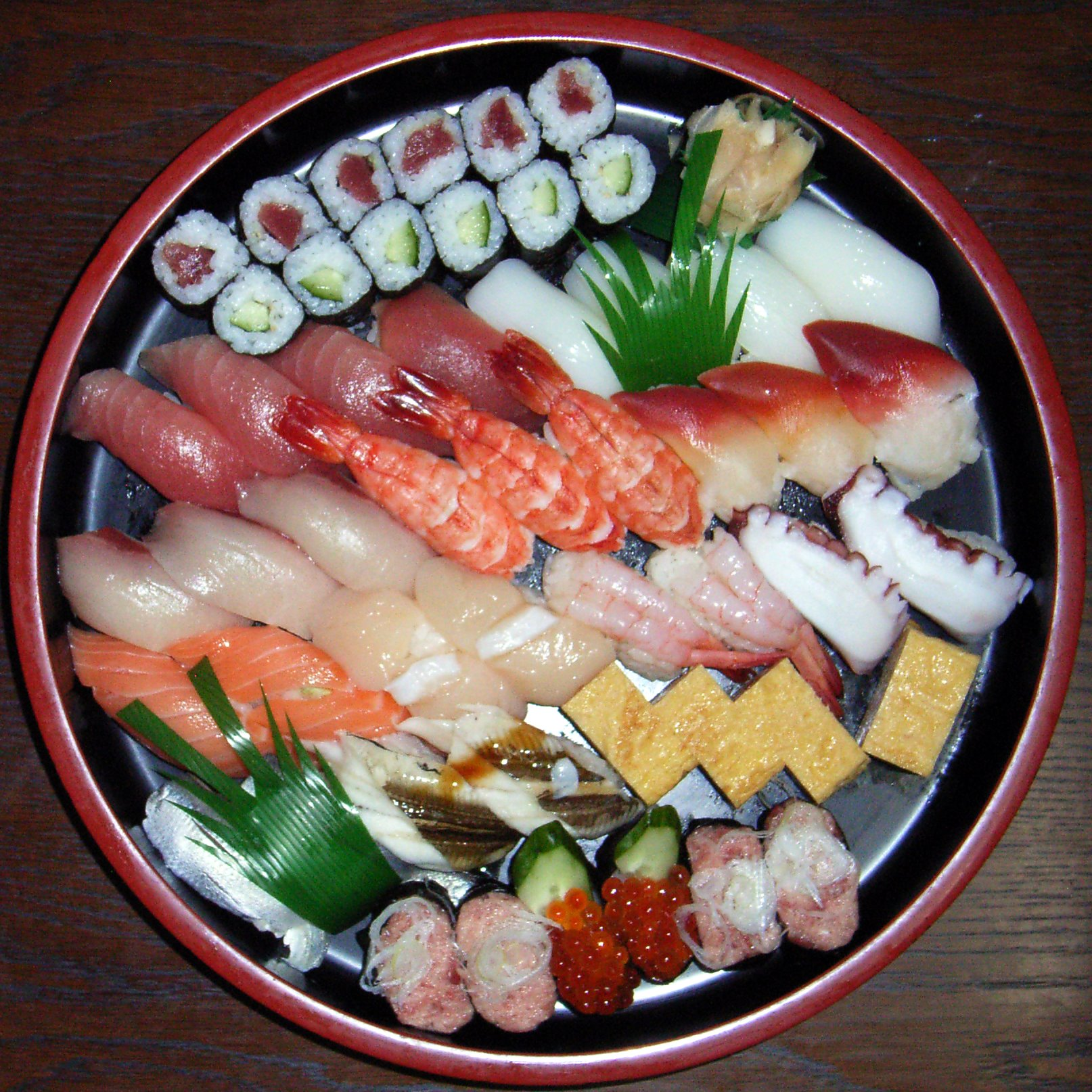
스시 플래터

쟁반(錚盤) 또는 플래터(영어: platter)는 쟁반에 담아 내는 요리를 뜻하기도 한다.

## 종류

### 한국
- 구절판(九折坂): 구절판찬합 둘레의 여덟 칸에 각각 여덟 가지 음식을 담고, 가운데 둥근 칸에는 밀전병을 담은 음식
- 어복쟁반(--錚盤): 어복장국을 담은 쟁반
- 쟁반국수(錚盤--): 메밀국수를 기름에 버무린 다음 쟁반에 깔고, 그 위에 여러 가지 양념과 채소를 얹은 음식
- 쟁반짜장(錚盤--): 쟁반에 담은 짜장면

### 아시아
- 달 바트
- 베슈바르마크
- 사라우동
- 탈리

### 아메리카
- 반데하 파이사
- 파베욘 크리오요

### 아프리카
- 버야이너투

### 유럽
- 치즈 플래터
- 플라토 드 프뤼 드 메르

## 사진

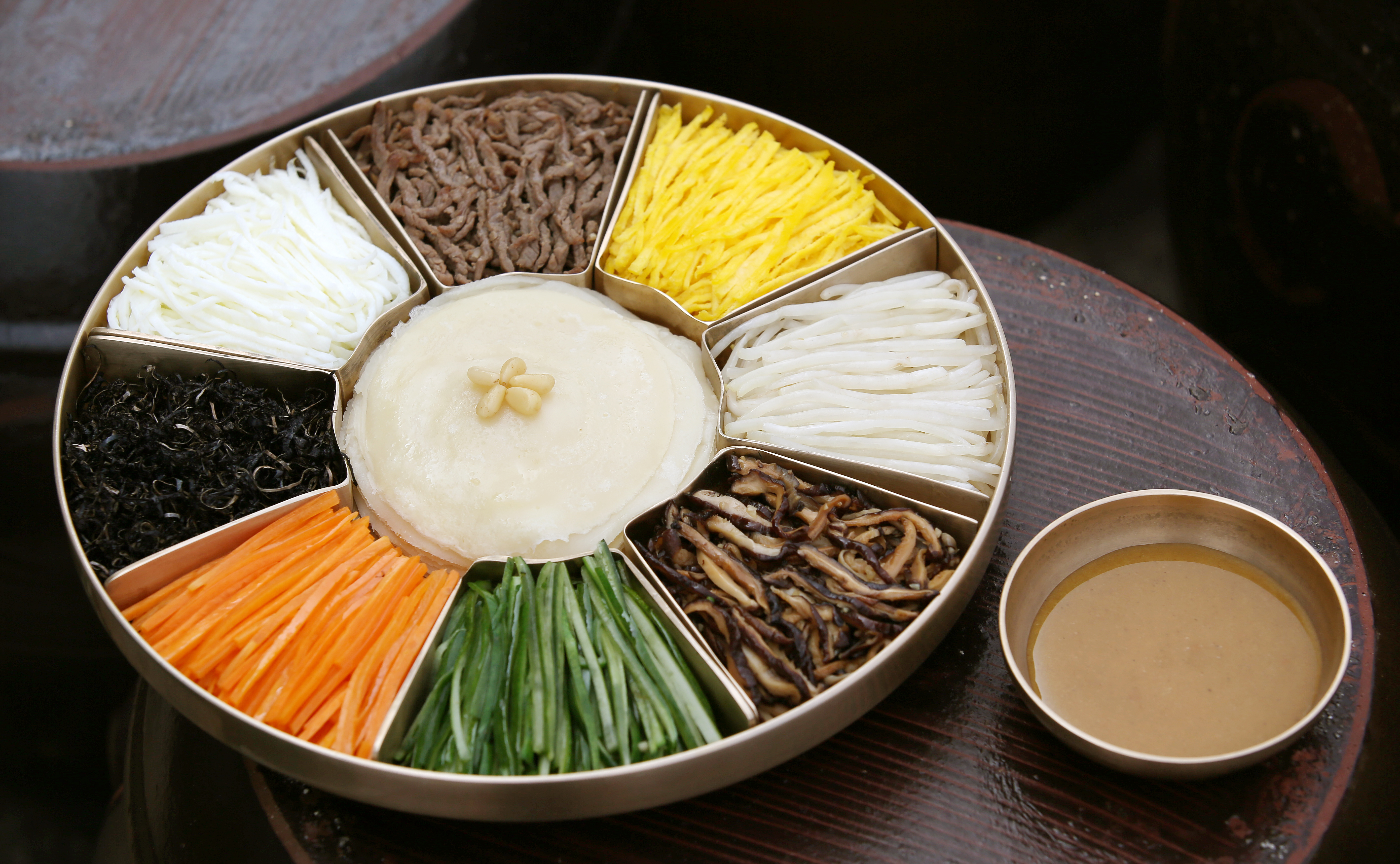
구절판
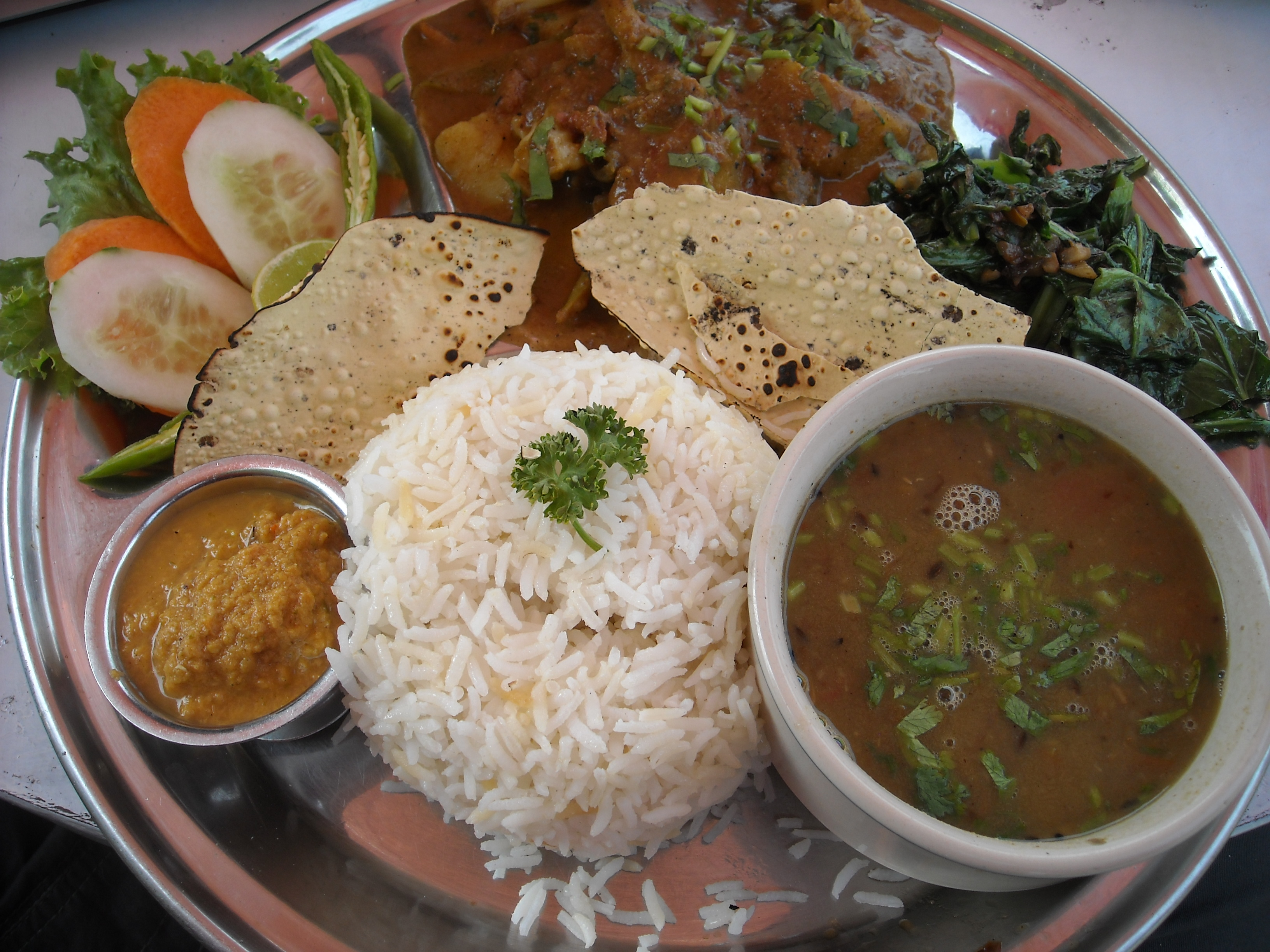
달 바트
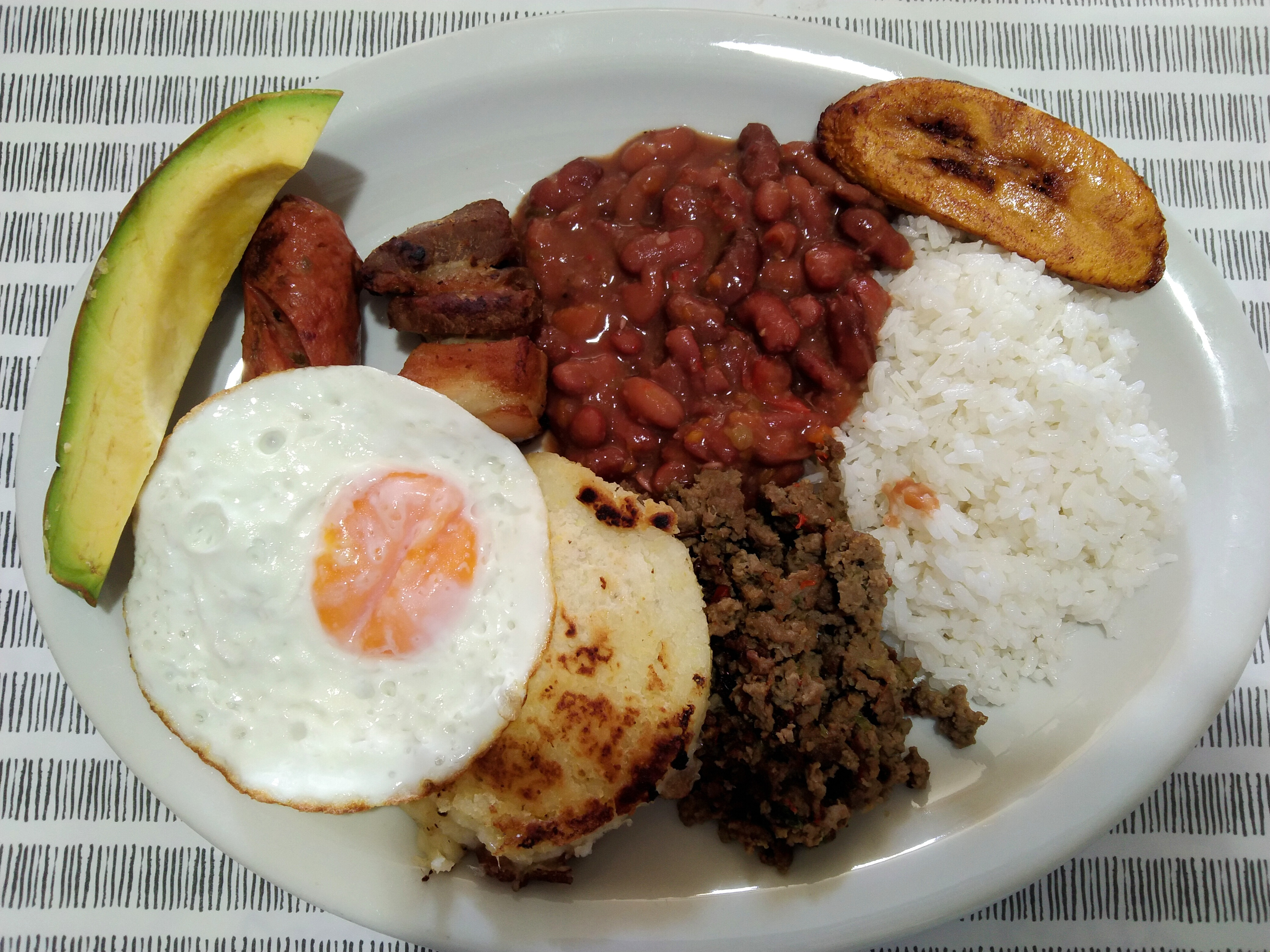
반데하 파이사
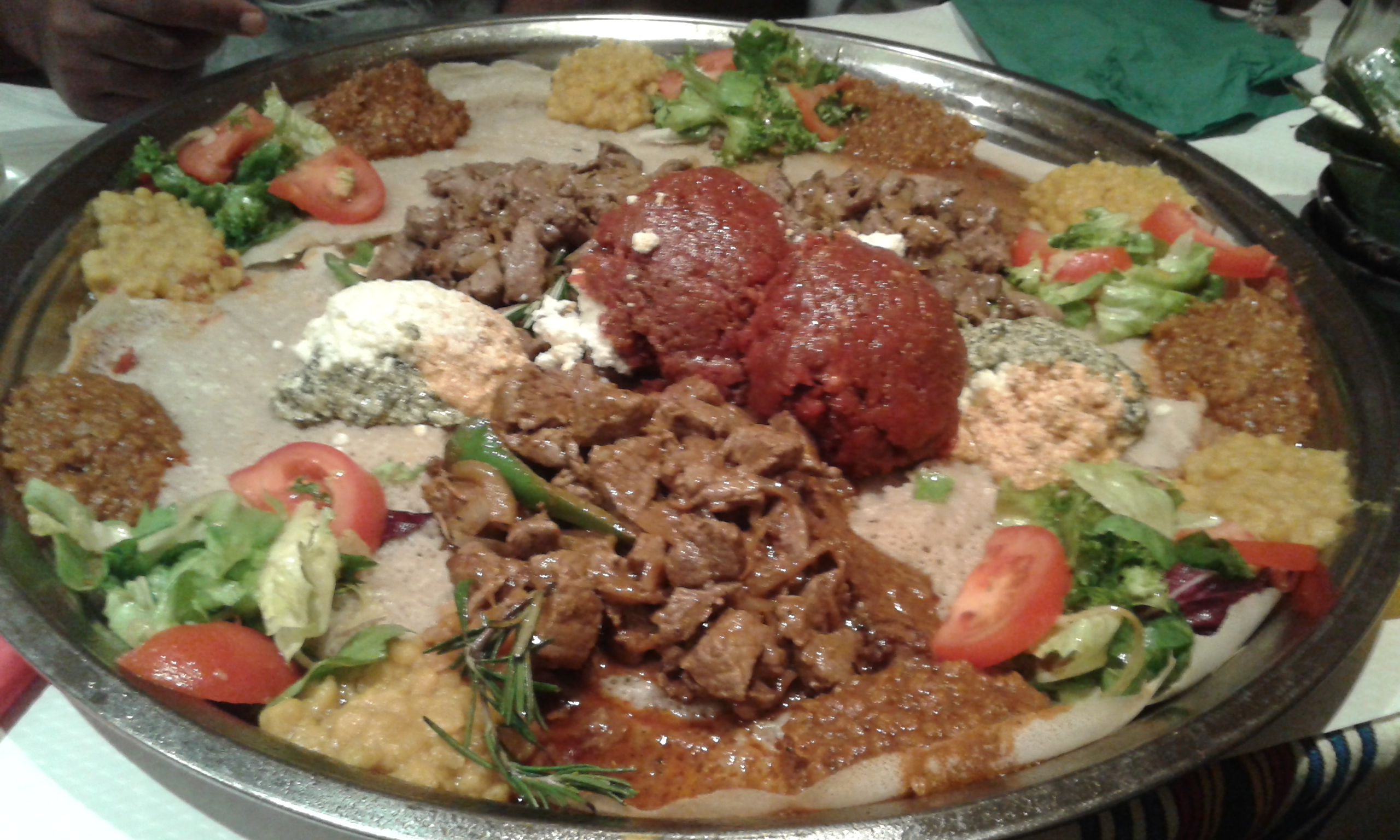
버야이너투
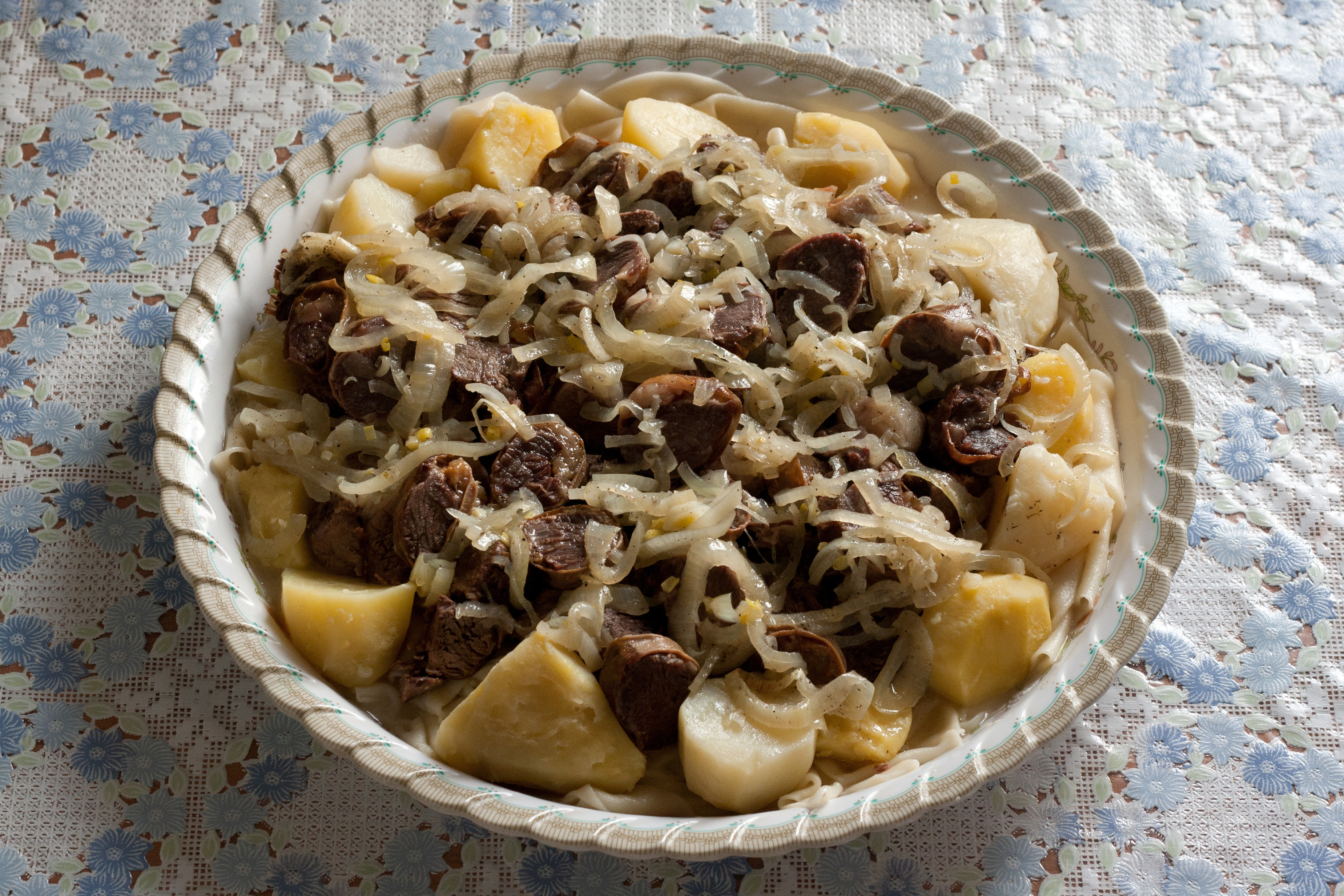
베슈바르마크
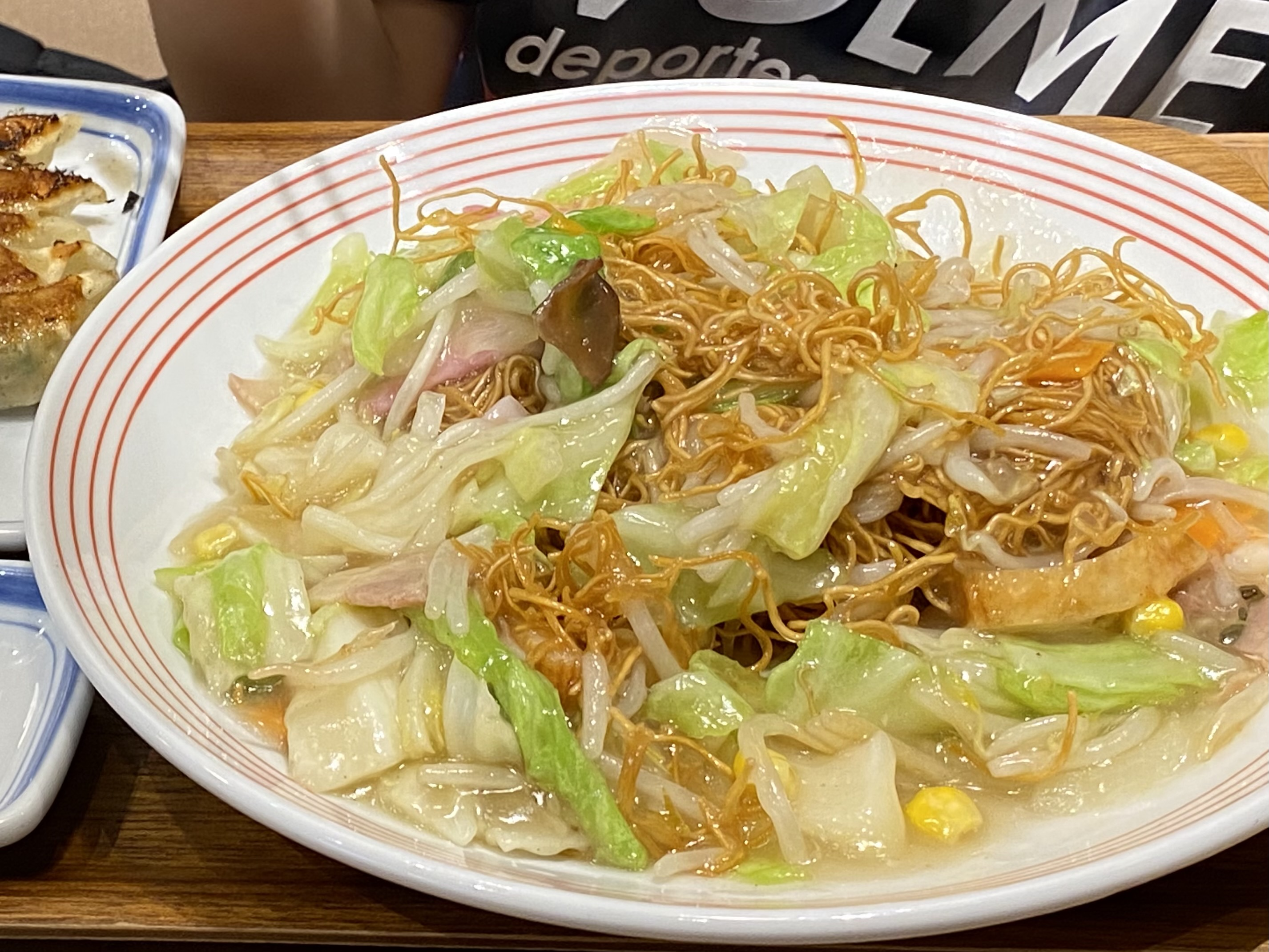
사라우동
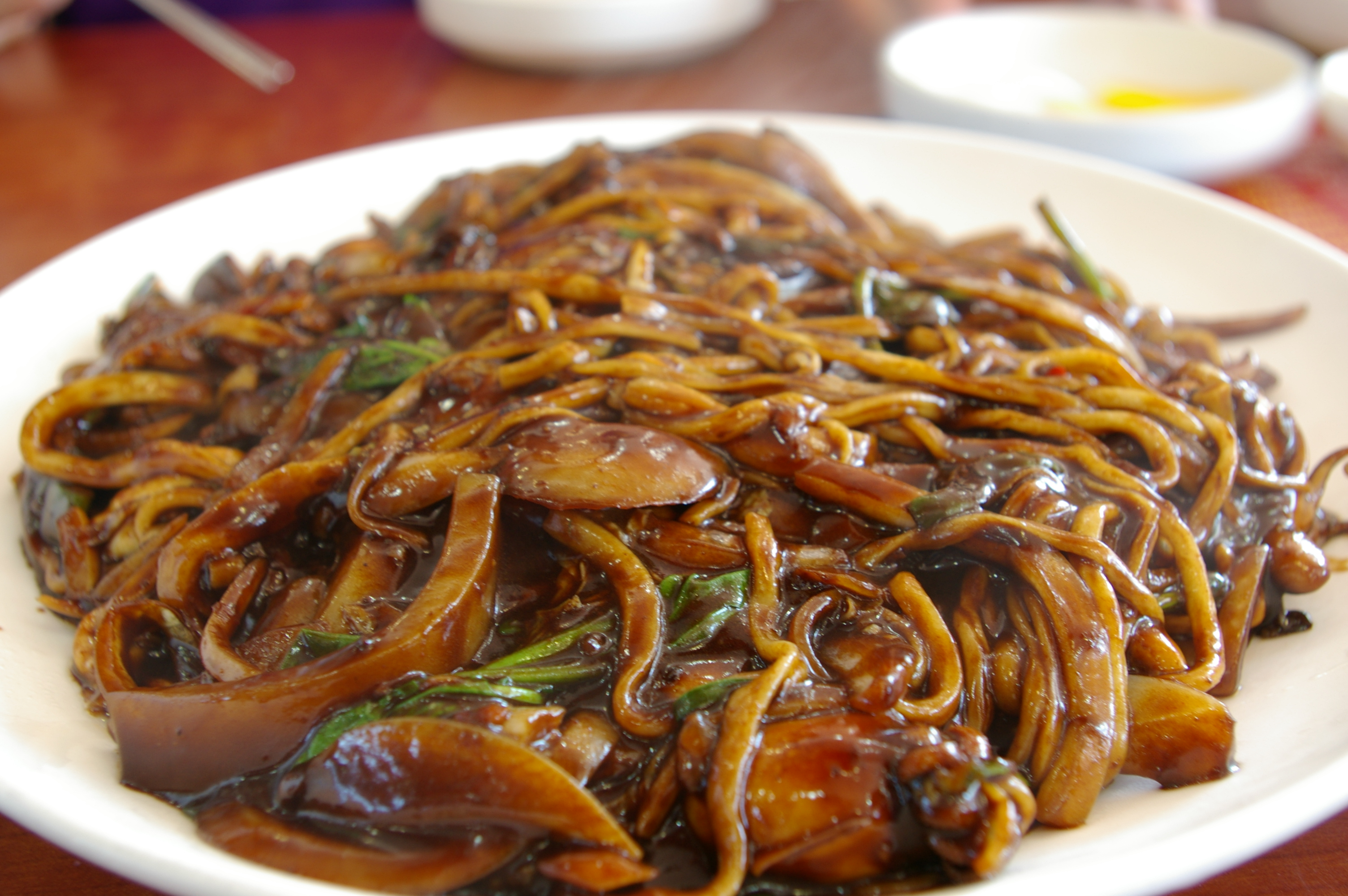
쟁반짜장
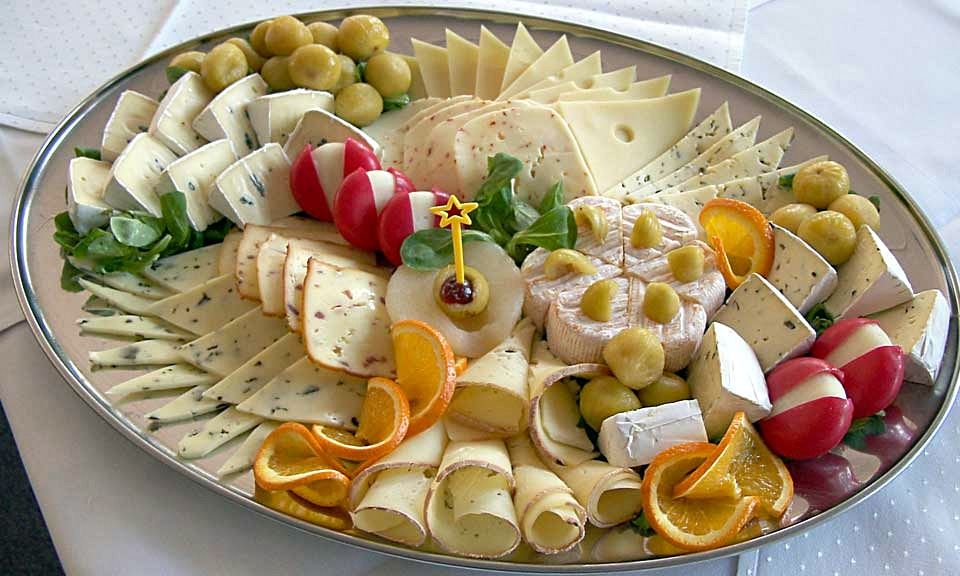
치즈 플래터
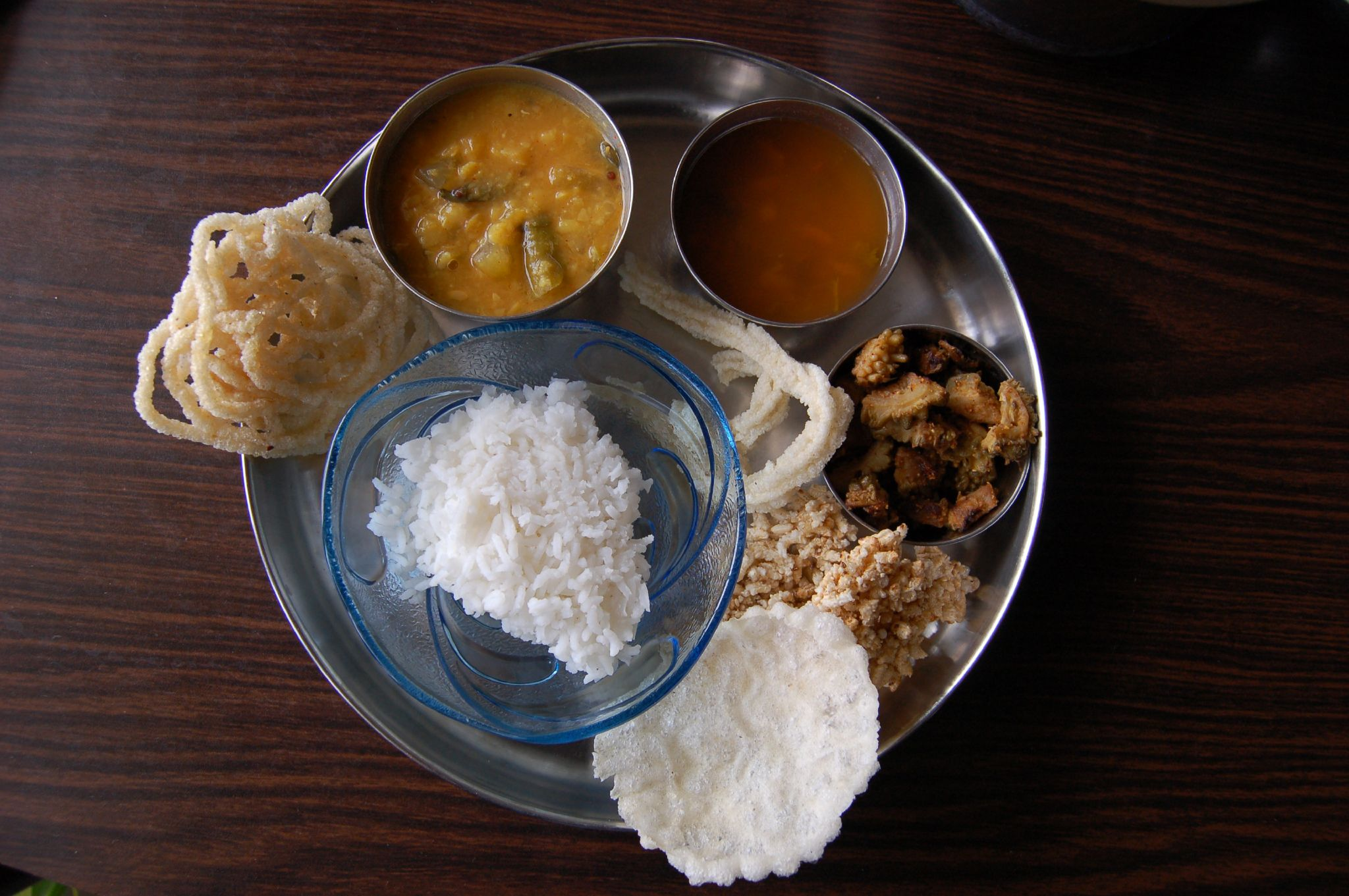
탈리
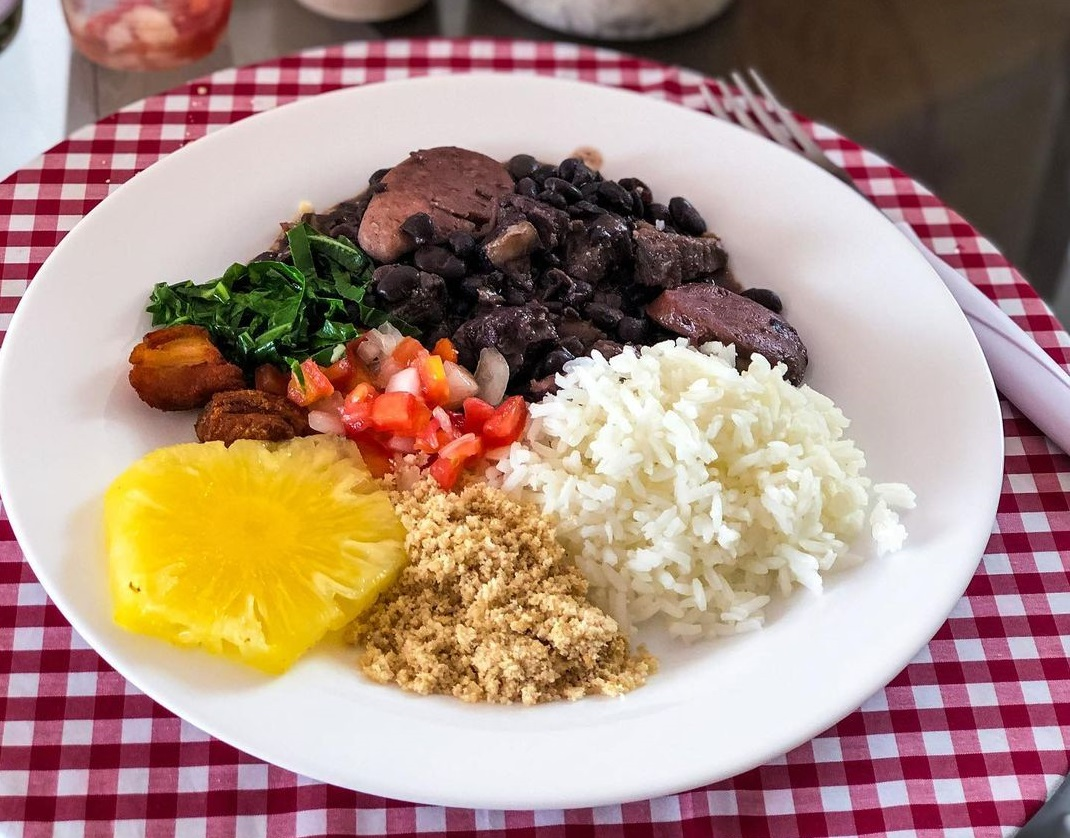
페이조아다 플래터
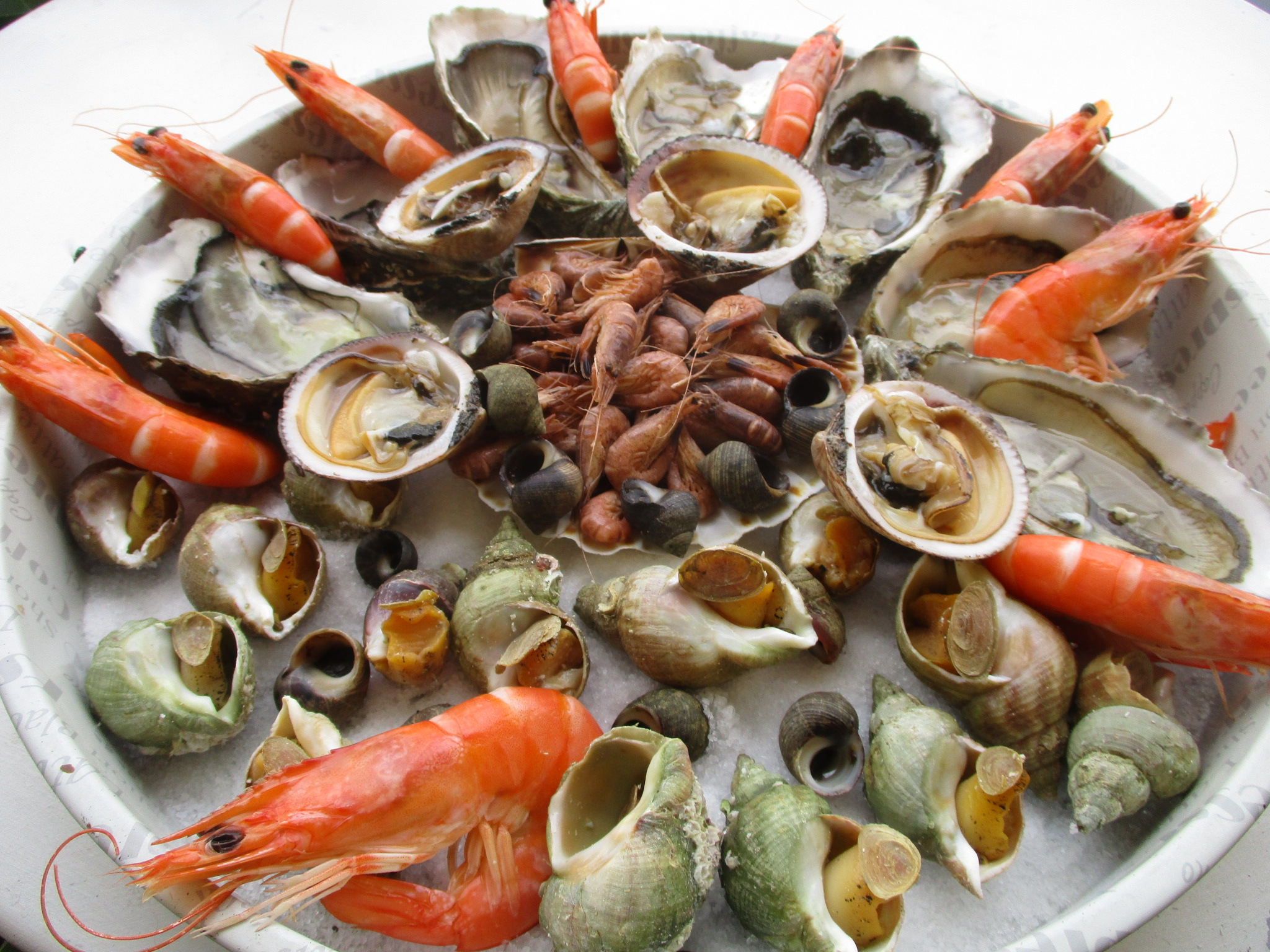
플라토 드 프뤼 드 메르